# Mishmis

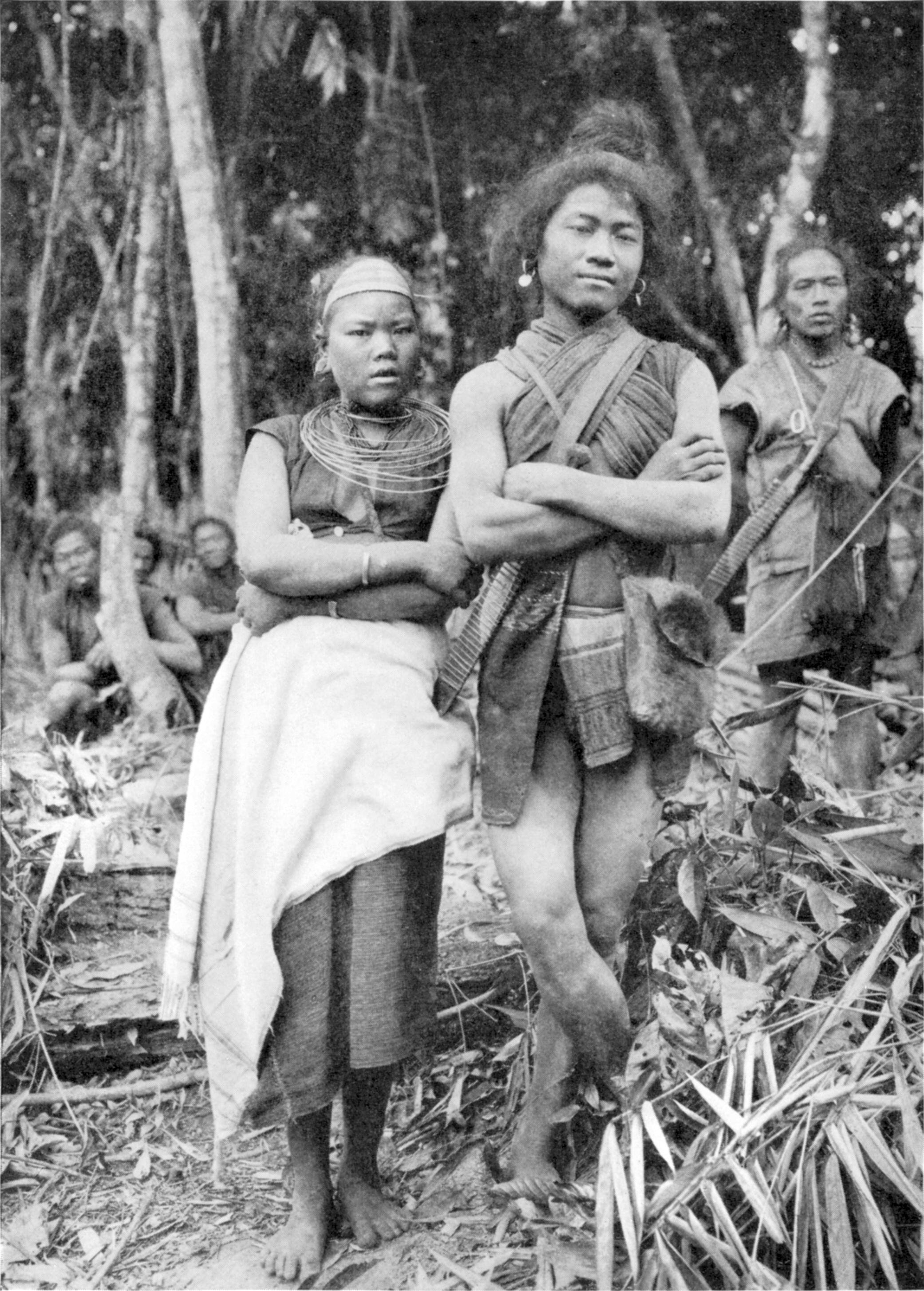
Mishmi n'y Joseph Rock, 1922.

Os mishmis da Índia são uma tribo étnica que compreende principalmente três tribos: Mishmi Idu, Mishmi Digaru Taraon e Mishmi Miju (Kaman). Os mishmis ocupam a ponta nordeste da região central de Arunachal Pradesh nos distritos dos vales Alto e Baixo do Dibang, de Lohit e de Anjaw. As três sub-divisões da tribo emergiram devido à distribuição geográfica. Todas essas três tribos são da mesma origem, mas existem diferenças quase imperceptíveis entre essas três sub-tribos, por exemplo, de DIALETO.
Os idus também são conhecidos como Yidu Lhoba na China e são referidos como chulikatas em Assam.
Os idus estão concentrados principalmente no distrito to Alto Vale do Dibang e em partes da parte setentrional do distrito de Lohit de Arunachal Pradesh, na Índia. Os Taraon, também chamados de Digaru Mishmi, estão distribuídos na colina e nos contrafortes entre os rios Digaru e Lohit. Os kamans também são conhecidos como Miju Mishmi. Vivem entre os rios Lohit e Kambang, nos contrafortes, e nas colinas mishmis, dos dois lados do rio Lohit, até as fronteiras de Rima.
Os idu mishmis foram os primeiros a chegar na Birmânia. Eles foram seguidos pelos ancentrais dos digaru mishmis há pouco mais de 500 anos. Os mijus foram os últimos a migrar da direção de Hakamti-Long no país Kachin.